# Roscoe O. Brady

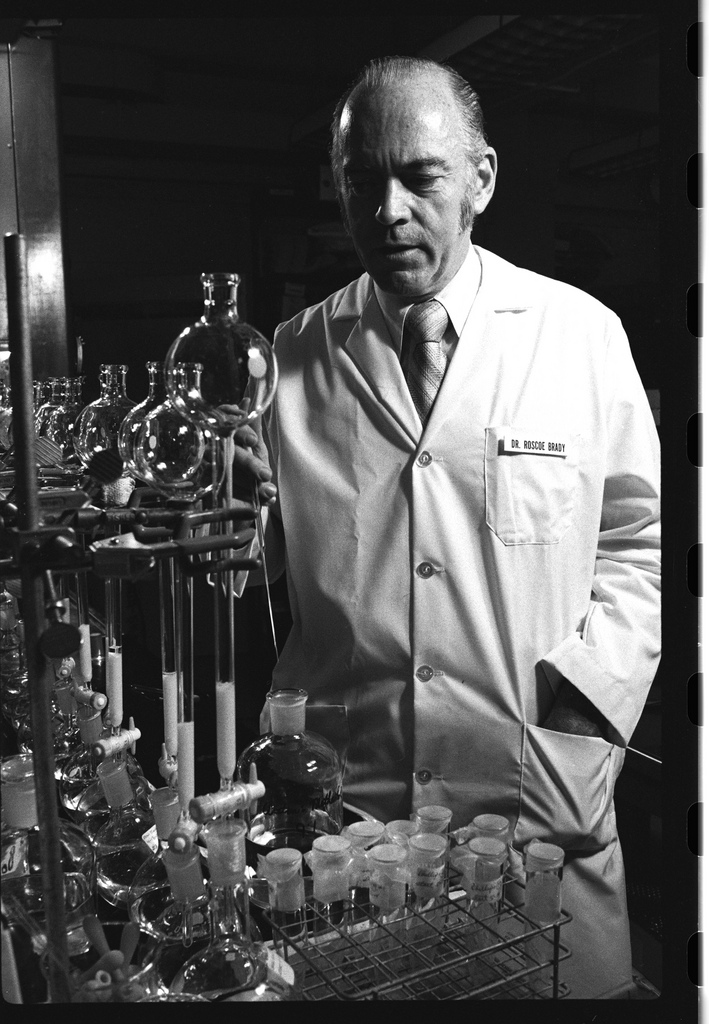
Roscoe O. Brady (etwa 1970)

Roscoe Owen Brady (* 11. Oktober 1923 in Philadelphia, Pennsylvania; † 13. Juni 2016) war ein US-amerikanischer Biochemiker und Genetiker am National Institute of Neurological Disorders and Stroke in Bethesda, Maryland.

## Leben
Nach dem Besuch der Pennsylvania State University erwarb Brady 1947 an der Harvard Medical School einen M.D. als Abschluss des Medizinstudiums. Als Postdoktorand arbeitete er in der Abteilung für Biochemie der University of Pennsylvania School of Medicine, wo er auch Assistenzarzt in der Inneren Medizin war. Nach zweieinhalb Jahren Militärdienst für das U.S. Naval Medical Corps ging Brady 1952 an die National Institutes of Health (NIH) der Vereinigten Staaten. Dort war er zuletzt Leiter der Abteilung für Entwicklungsneurologie und neurologischen Stoffwechsel (Developmental and Metabolic Neurology) am National Institute of Neurological Disorders and Stroke, einer Einrichtung der NIH mit Sitz in Bethesda, Maryland. Seit 2006 emeritiert, starb Brady im Juni 2016.

## Wirken
Brady konnte wesentlich zum Verständnis der molekularen Mechanismen der Sphingolipidosen (Sphingolipid-Speicherkrankheiten) beitragen. Er entdeckte verschiedene Enzymdefekte des Lipidstoffwechsels als jeweilige Ursache zum Beispiel des Morbus Gaucher, der Niemann-Pick-Krankheit, des Morbus Fabry oder des Tay-Sachs-Syndroms. Brady entwickelte Prozeduren der humangenetischen Beratung und konnte erfolgreiche Enzymersatztherapien der bis dahin unheilbaren Krankheiten etablieren. Brady regte die erfolgreiche Gründung zahlreicher biotechnologischer Unternehmen an, die die entsprechenden therapeutischen Substanzen herstellen.
Aktuellere Arbeiten befassen sich mit den genetischen Ursachen weiterer neurodegenerativer Erkrankungen wie Mukolipidose IV, Leukodystrophien bisher unbekannter Ätiologie und neuer Formen der peripheren Neuropathie. Dabei wurden die bisher unerkannten Erkrankungen Childhood Ataxia with Central Nervous System Hypomyelination (CACH) und Ovarioleukodystrophie identifiziert. Neue Methoden, um die Wirksamkeit der Enzymtherapie zu bestimmen, und neue Methoden der Gentherapie erblicher neurologischer Stoffwechselerkrankungen wurden entwickelt.

## Auszeichnungen (Auswahl)
- 1973 Gairdner Foundation International Award[2]
- 1975 Mitgliedschaft in der National Academy of Sciences
- 1982 Albert Lasker Award for Clinical Medical Research[3]
- 1982 Passano Award[4]
- 1991 Jessie Stevenson Kovalenko Medal[5]
- 1992 Warren Alpert Foundation Prize
- 2007 National Medal of Technology[6]
- 2010 Pollin Pediatric Research Prize[7]